# لورين شرايفر
لورين شرايفر (بالإنجليزية: Loren Shriver)‏ (و. 1944 – م) هو ضابط، ورائد فضاء من الولايات المتحدة الأمريكية . ولد في جيفرسون .

## ريادة الفضاء
شارك في المهمات الفضائية:
- STS-51-C
- STS-31
- STS-46.

## التعليم
تعلم في U.S. Air Force Test Pilot School، وأكاديمية سلاح الجو الأمريكي

## الخدمة العسكرية
خدم في القوات الجوية الأمريكية.

## جوائز
حصل على جوائز منها:
- جائزة الشجاعة طيران.